# Paraduan
Paraduan is een bestuurslaag in het regentschap Samosir van de provincie Noord-Sumatra, Indonesië. Paraduan telt 1110 inwoners (volkstelling 2010).